# Castillo de Medinaceli
El castillo de Medinaceli es un fortaleza medieval ubicada en la localidad española de igual nombre, Medinaceli, en la provincia de Soria.

## Historia
Medinaceli se localiza en el extremo sur de la provincia de Soria, en un enclave elevado y cruce de caminos que ya es importante desde época prerromana. El nombre árabe destaca la importancia que tuvo para los musulmanes, que la defendieron incluso tras la caída de Toledo en manos cristianas. Aquí murió Almanzor. 
Enrique II de Trastámara se la dio en señorío a Bernardo de Foix casado con Isabel de la Cerda. Sus descendientes adoptaron el apellido de la Cerda. Luis de la Cerda fue elevado a rango de duque de Medinaceli por los Reyes Católicos en 1479 y a él se deban diversas reformas de la villa y la construcción del Palacio Ducal. Los duques de Medinaceli residieron en el castillo antes de la construcción del Palacio. 

## Descripción
En el extremo occidental de la muralla romana se levanta el castillo, reconstruido sobre la primitiva alcazaba árabe del barrio viejo, de la que solo perduran las caballerizas subterráneas. Construido en sillería, presenta planta cuadrada con torreones circulares en tres de sus esquinas y torre del homenaje de planta rectangular en el ángulo este, desmochada en la actualidad. Los potentes lienzos son ciegos y solo se abre la puerta de acceso, con grandes dovelas. Actualmente es el cementerio de la Villa.

## Galería

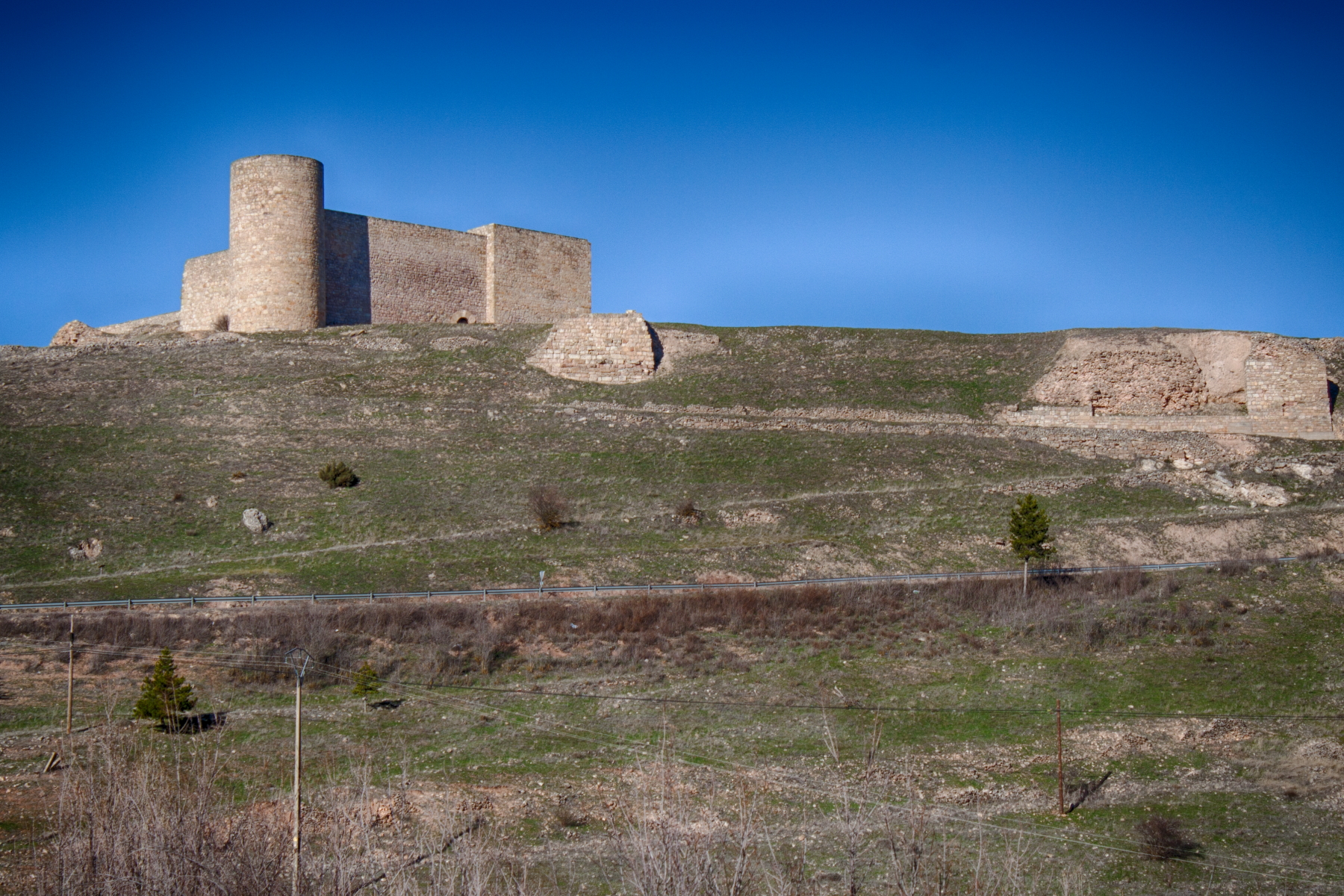
Vista general
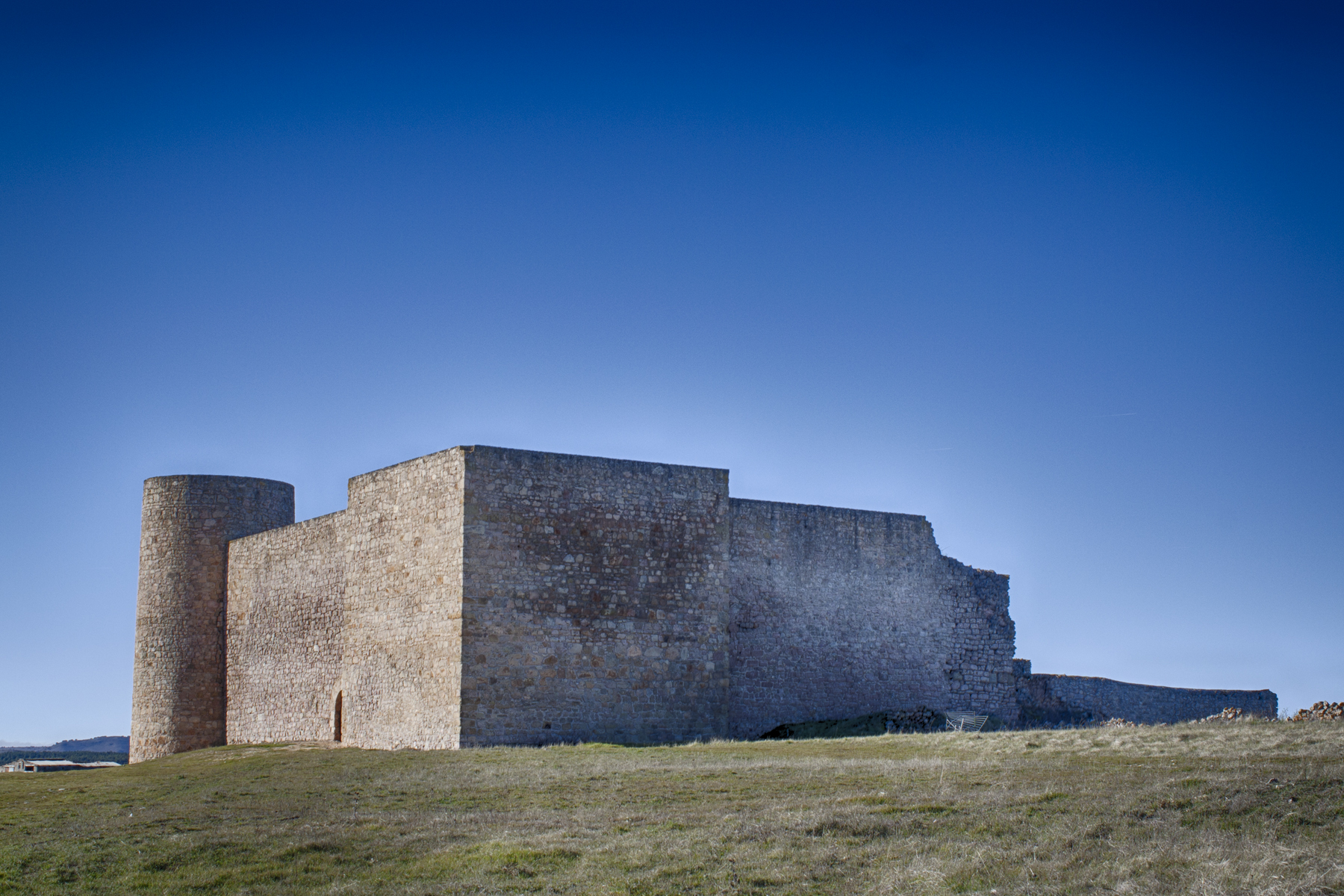
Torre del homenaje
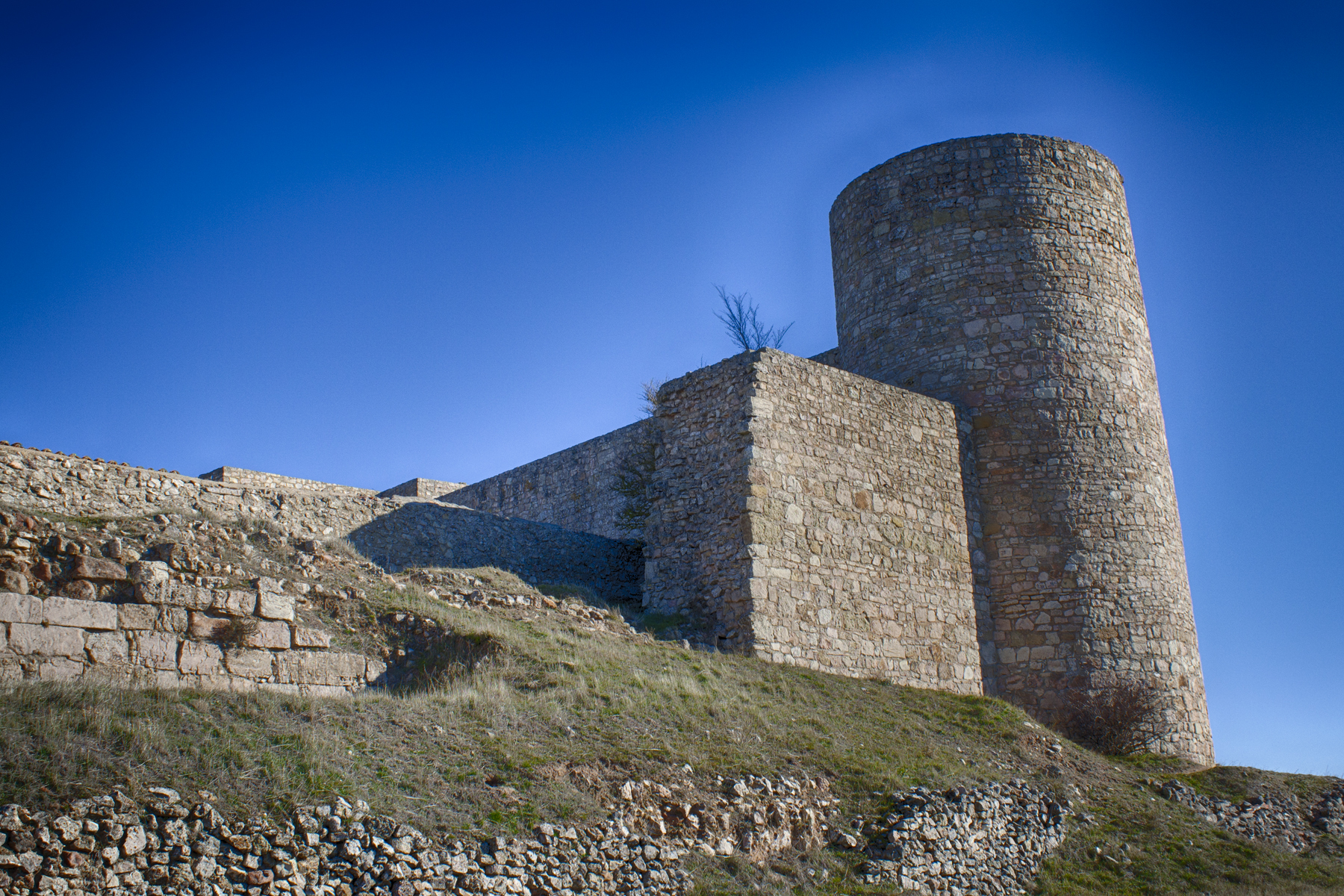
Torre circular
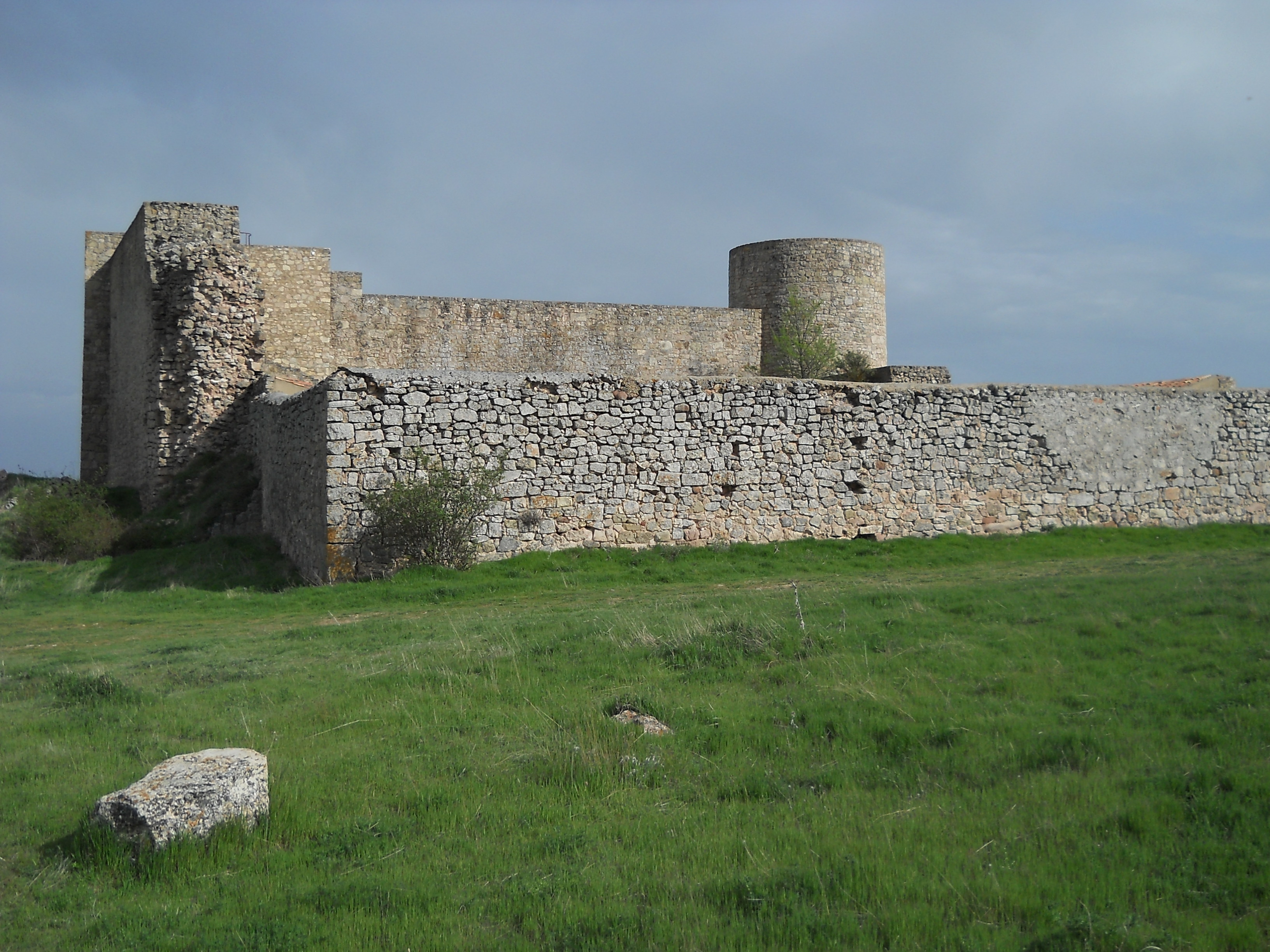
Vista trasera